# Talmage (Californie)
Pour les articles homonymes, voir Talmage.
Talmage (ou parfois Talmadge) est une census-designated place située dans le comté de Mendocino, dans l’État de Californie, aux États-Unis. Sa population s’élevait à 1 130 habitants lors du recensement de 2010.

## Histoire
La localité a été nommée en hommage à Junius Talmage, un des premiers habitants .

## Démographie
| 2000  | 2010  | - | - | - | - |
| ----- | ----- | - | - | - | - |
| 1 141 | 1 130 | - | - | - | - |

## Source
- (en) Cet article est partiellement ou en totalité issu de l’article de Wikipédia en anglais intitulé « Talmage, California » (voir la liste des auteurs).